# USA Today

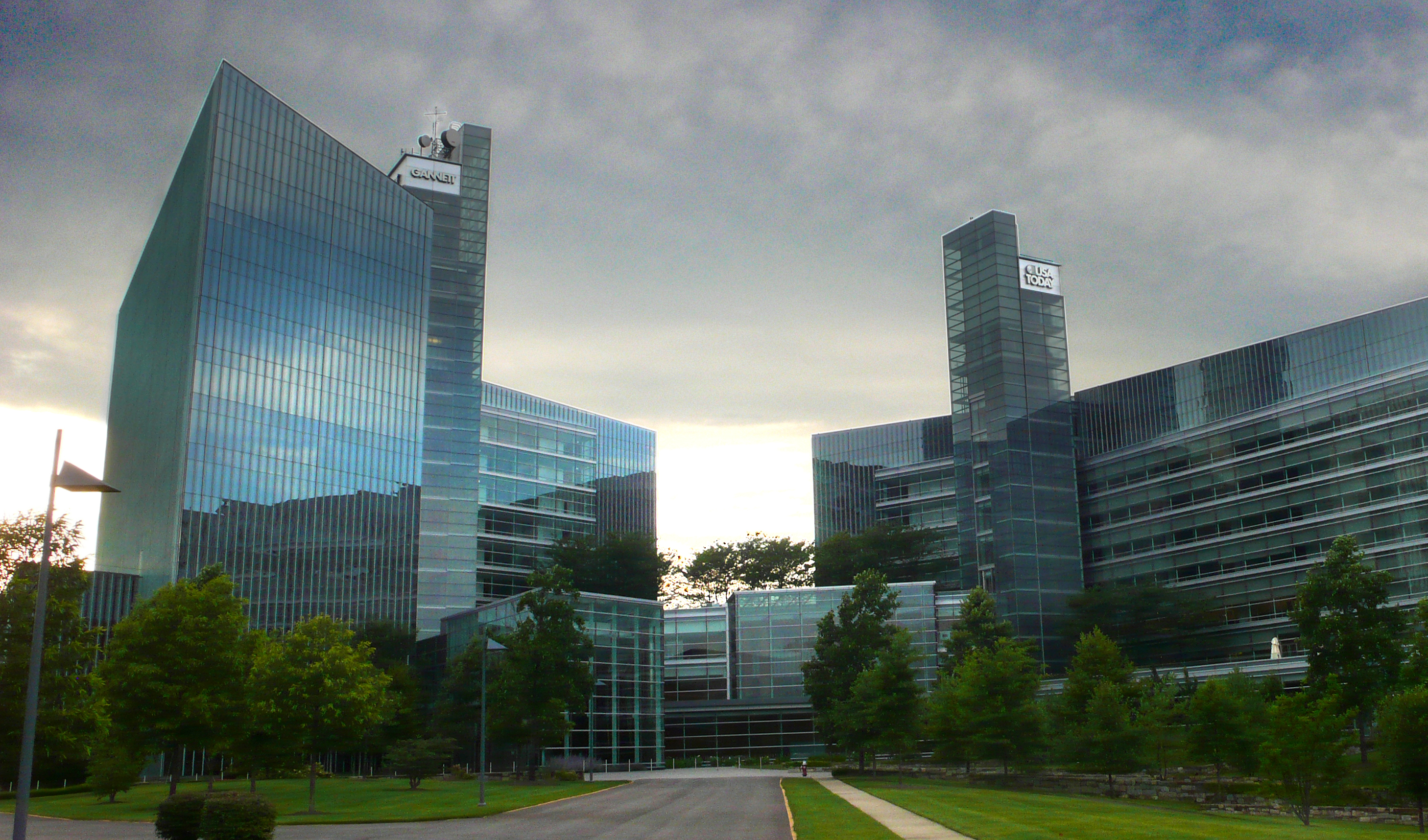
Tyson Corner ve Virginii, sídlo deníku USA Today

USA Today je národní americký deník, druhý nejprodávanější v USA. Byl založen Alem Neuharthem 15. listopadu 1982, v současnosti je vlastněn Gannett Company.
USA Today je konkurentem listu The Wall Street Journal v soupeření o pozici nejvydávanějších novin ve Spojených státech. Podle Audit Bureau of Circulations, tiskovina měla náklad 1,8 milionu kopií v březnu 2012 ve srovnání s The Wall Street Journal, který měl náklad 2,1 milionu kopií. Ovšem tento údaj zahrnuje 400 tisíc placených on-line účastníků. USA Today zůstává největším vydavatelem tištěných novin ve Spojených státech a je distribuován do padesáti států. USA Today je často v hotelech a na letištích rozdáváno mezi zákazníky.